# Sexe du locuteur en japonais parlé
Le japonais a ceci de particulier par rapport à beaucoup d'autres langues qu'il distingue hautement le langage parlé des hommes et des femmes. Ces différences sont visibles chez les enfants dès le plus jeune âge.
En japonais, la façon de parler qui est spécifique aux femmes est parfois appelée onna kotoba (女言葉) ou joseigo (女性語). Les différences d'utilisation du langage reflètent les normes sociales et les attentes des hommes et des femmes. Selon Edward Sapir par exemple, « l'une des fonctions essentielles du langage est de constamment déclarer à la société […] la place tenue par chacun de ses membres ».
En japonais, le genre du locuteur joue un rôle important dans le choix des mots et des structures de phrase. Des mots différents sont utilisés par les hommes et les femmes selon leur statut, leur âge et d'autres facteurs. Il existe un système complexe de politesse pour tous les locuteurs mais les femmes utilisent généralement des formes plus polies que les hommes. Par exemple, certaines femmes peuvent utiliser la forme honorifique des noms pour montrer leur culture ou leur féminité.
Les différences de langage entre les hommes et les femmes sont une partie importante, bien connue et particulièrement étudiée de la langue japonaise. Elles sont à vrai dire si importantes qu'on les enseigne aux étudiants en japonais. Selon le magazine Mangajin, « cela sonne particulièrement non naturel et même ridicule pour un homme d'adopter la façon de parler des femmes ». De plus, une femme ne peut pas paraître « totalement naturelle » si elle évite les formes spécifiques aux femmes.

## Caractéristiques du langage féminin
Le mot onnarashii (女らしい), qui peut se traduire par « à la manière des femmes », se réfère au comportement attendu d'une femme dans la société japonaise. En plus de se comporter d'une certaine façon, être onnarashii signifie se conformer à un style de langage particulier. Cela comprend parler dans un registre de langue élevé, utiliser des formes polies plus souvent, éviter les formes trop affirmatives ou injonctives, et adopter un vocabulaire jugé plus féminin (moindre recours aux mots d'origine chinoise— utilisés pour restituer des concepts précis, par exemple dans le langage académique —, utilisation de plus de  modificateurs rallongeant les phrases à contenu sémantique égal, utilisation de mots et tournures lexicales considérés comme féminins, notamment les pronoms.
Le langage féminin inclut l'utilisation de pronoms spécifiques (voir ci-dessous), l'omission de la copule da, l'utilisation de la particule no pour les affirmations et les questions, l'utilisation du préfixe de politesse o- ou go-, etc.

## Caractéristiques du langage masculin
De la même façon qu'il y a des façons de parler typiquement féminines, il y a aussi un langage considéré comme intrinsèquement masculin. Concrètement, être otokorashii (男らしい, « à la manière d'un homme ») signifie parler à un niveau de langue plus bas, utiliser moins de formes polies et utiliser un vocabulaire intrinsèquement masculin.
En particulier, les hommes utilisent des pronoms personnels spécifiques, utilisent la copule da, utilisent des particules finales telles que zo, etc.

## Du rôle social au rôle de genre
À l'origine, selon le linguiste Orie Endo, les différences dans les modèles de discours étaient fondées sur le statut social du locuteur et non sur le sexe. Le langage de la classe inférieure a ensuite été repris dans de nombreux magazines féminins, sous l'impulsion du gouvernement et grâce à la philosophie du « ryōsai kenbo » (bonne épouse, bonne mère), car symbolisant un membre de la classe moyenne idéale. Par la suite, sous Meiji, face à l'occidentalisation de la société, ce langage genré s'est renforcé, car présenté comme une tradition originelle différenciant la culture japonaise des cultures occidentales.

## Impact sur la société moderne
Selon Katsue Akiba Reynolds, le langage féminin est utilisé pour cantonner les femmes à des rôles traditionnels et reflète la différence entre les hommes et les femmes dans la société japonaise. Par exemple, le langage féminin peut être source de problème pour les femmes au travail car cela leur confère un air soumis alors que pour diriger une équipe en tant que supérieur, elles auraient besoin d'être affirmatives, sûres d'elles-mêmes et directes, y compris avec des subordonnés de sexe masculin.
La position des femmes évoluant dans la société japonaise, les notions de onnarashisa et otokorashisa, c'est-à-dire le fait d'être lié à sa condition d'homme ou de femme, a évolué au fil du temps. Il existe des mouvements radicaux appelant à l'élimination complète des différences de langage liées au sexe, mais la convergence des deux langages est très lente. Une analyse du langage observé dans des feuilletons télévisés entre les années 1960-1970 et le début des années 2000 montre l'apparition très partielle et progressive de l'utilisation par des femmes de mots ou tournures masculines ou neutres. L'auteur note que dans les années 1990 « les personnages féminins commencent à utiliser « la phrase nominale + da yo », mais utilisent toujours les particules wa et wa yo dans des scènes où elles doivent s’exprimer sur des sujets sérieux, en prenant une certaine distance avec [leur] famille. » Elle relève un recours plus abondant à l’énoncé elliptique (…te, …kedo, …shi, …kara, éventuellement suivi d’une particule interjective, comme …sa)  chez les femmes aussi bien chez les hommes, ce qui « permet d’éviter l’utilisation de particules trop fortement « genrées » » mais que  dans les actes injonctifs coercitifs, les personnages utilisent toujours les formules conformes au répertoire langagier de chaque sexe.« dans les actes injonctifs coercitifs, les personnages utilisent toujours les formules conformes au répertoire langagier de chaque sexe. »

## Problèmes rencontrés par les étudiants en japonais
Peut-être parce que la majorité des enseignants de japonais est constituée de femmes ou de par leur relation avec des femmes, il arrive souvent que les étrangers de sexe masculin utilisent par erreur le langage féminin japonais, ce qui semblera bizarre à l'oreille d'un Japonais. La situation inverse peut bien sûr également avoir lieu. Par ailleurs, l'utilisation des pronoms et des suffixes de noms tels que-san, -chan, et -kun variant selon le sexe, elle est particulièrement source d'erreur pour les élèves.
Cette situation est rendue encore plus compliquée par le fait que l'utilisation des pronoms peut varier d'une région à une autre. Par exemple, dans certaines régions, il est fréquent que les vieux hommes parlent d'eux-mêmes en utilisant boku ou que les vieilles femmes utilisent ore, termes généralement utilisés par les garçons ou les jeunes hommes.

## Principales différences dans l'utilisation du japonais
| Femmes | Hommes |
| --- | --- |
| Utilisent des formes polies plus souvent. Les formes considérées comme étant polies lorsqu'elles sont utilisées par des hommes sont considérées comme simples lorsqu'elles sont utilisées par des femmes | Utilisent des formes polies moins souvent, avec une plus grande acceptabilité des erreurs de langage         |
| Utilisent plus de noms interrogatifs | Utilisent moins de noms interrogatifs                                                                        |
| Utilisation soutenue de formes honorifiques | Utilisation de formes honorifiques uniquement lorsqu'il est nécessaire de marquer son respect à un supérieur |
| Utilisent des mots intrinsèquement féminins | Utilisent des mots intrinsèquement masculins                                                                 |
| Utilisent des formes pour adoucir ce qui est dit | Utilisent des formes directes plus souvent                                                                   |

Par ailleurs, le choix des pronoms personnels en japonais varie selon l'âge, le sexe et le contexte.

### Première personne
| Hommes ou femmes |           |                                                                                     |
| ---------------- | --------- | ----------------------------------------------------------------------------------- |
| 私, わたし       | watashi   | poli pour les hommes, normal pour les femmes                                        |
| 私, わたくし     | watakushi | poli pour les deux mais plus poli que watashi                                       |
| 自分, じぶん     | jibun     | utilisé par les deux mais plus par les hommes en pratique                           |
| うち             | uchi      | utilisé par les deux pour parler de sa famille, utilisé aussi par les jeunes filles |

| Femmes   |          |                                                                                     |
| -------- | -------- | ----------------------------------------------------------------------------------- |
| あたし   | atashi   | jeunes filles, femmes ; doux, féminin                                               |
| あたくし | atakushi | forme polie de atashi ; femmes dans des situations formelles                        |
| あたい   | atai     | plus récent, caractéristique du dialecte du centre de Tokyo (shitamachi) ; familier |

| Hommes         |              |                                                                                      |
| -------------- | ------------ | ------------------------------------------------------------------------------------ |
| 僕, ぼく       | boku         | garçons et jeunes hommes, assez décontracté ; utilisé récemment par certaines filles |
| 俺, オレ       | ore          | très informel, utilisé par les garçons et les hommes ; parfois vulgaire              |
| 乃公           | daikō, naikō | vantard, grossier, utilisé par les garçons et les hommes ; parfois vulgaire          |
| 儂, わし       | washi        | vieillards                                                                           |
| 我輩, 吾輩     | wagahai      | archaïque, parfois sonne « vantard »                                                 |
| 俺様, おれさま | oresama      | pompeux ; garçons et hommes                                                          |
| 我, 吾         | ware         | hommes                                                                               |

### Deuxième personne
| Hommes et femmes |         | |
| ---------------- | ------- | --- |
| 君, きみ         | kimi    | utilisé par les hommes envers leurs amis ou petite amie ; supérieurs à leur subordonné, professeurs à leur élève                      |
| あなた           | anata   | forme polie pour les hommes, normal pour les femmes, à utiliser avec prudence car peut être perçu comme indiquant trop de familiarité |
| そちら           | sochira | forme neutre de « tu/vous », utilisée entre amis                                                                                      |
| あんた           | anta    | forme informelle de anata, potentiellement insultante                                                                                 |

| Hommes       |             |                                                                                         |
| ------------ | ----------- | --------------------------------------------------------------------------------------- |
| 手前         | temae       | archaïque, extrêmement insultant dans sa forme temee (てめえ)                           |
| こいつ       | koitsu      | lit. « ce type », « ce mec » ; plutôt hostile                                           |
| 汝           | nanji, nare | archaïque, généralement utilisé seulement dans le cadre de traductions d'anciens textes |
| お前, おまえ | omae        | directe, abrupte, parfois hostile                                                       |

| Femmes |       |                                                             |
| ------ | ----- | ----------------------------------------------------------- |
| あなた | anata | utilisé par les femmes lorsqu'elles s'adressent à leur mari |

### Particules de fin de phrase
| Femmes |         |                                                                                        |
| ------ | ------- | -------------------------------------------------------------------------------------- |
| わ     | wa      | donne un effet adouci, utilisé par les hommes pour montrer la surprise ou l'admiration |
| わよ   | wa yo   | informatif                                                                             |
| わね   | wa ne   | ne signifie à peu près « n'est-ce pas ? » et permet d'adoucir les phrases              |
| の     | no      | adoucit les phrases affirmatives ou les questions ; également utilisé par les enfants  |
| のよ   | no yo   | informatif, assertion                                                                  |
| のね   | no ne   | explicatif                                                                             |
| かしら | kashira | signifie « se demander », équivalent de kana réservé pour les femmes                   |

| Hommes |     | |
| ------ | --- | --- |
| かい   | kai | forme masculine de ka                                                                                  |
| ぞ     | zo  | emphatique, informatif, inclut les personnes alentour                                                  |
| ぜ     | ze  | emphatique, informatif, concerne le locuteur uniquement                                                |
| よ     | yo  | emphatique, informatif ; aussi utilisé par les femmes mais souvent en combinaison avec wa pour adoucir |